# Возокани (Топољчани)
Возокани (слч. Vozokany) насељено је мјесто са административним статусом сеоске општине (слч. obec) у округу Топољчани, у Њитранском крају, Словачка Република.

## Становништво
| Година:    | 1994. | 2004.   | 2014.   | 2024.   |
| ---------- | ----- | ------- | ------- | ------- |
| Број људи: | 300   | 316     | 335     | 333     |
| Разлика:   |       | +5,33 % | +6,01 % | -0,59 % |

| Година:    | 2023. | 2024.   |
| ---------- | ----- | ------- |
| Број људи: | 339   | 333     |
| Разлика:   |       | -1,76 % |

Према подацима о броју становника из 2011. године насеље је имало 321 становника.